# Rimouski
Rimouski ist eine Stadt im Südosten der kanadischen Provinz Québec. Sie liegt in der Verwaltungsregion Bas-Saint-Laurent, etwa 275 km nordöstlich der Provinzhauptstadt Québec. Rimouski ist die Hauptstadt von Bas-Saint-Laurent und der regionalen Grafschaftsgemeinde (municipalité régionale du comté) Rimouski-Neigette, hat eine Fläche von 339,64 km² und zählt 48.664 Einwohner (Stand: 2016). Die 1696 gegründete Stadt am Ästuar des Sankt-Lorenz-Stroms ist Sitz eines Erzbistums und einer Universität.

## Geographie
Rimouski liegt am südlichen Ufer des Sankt-Lorenz-Stroms, dessen Ästuar hier über 50 km breit ist. Der Küste vorgelagert sind mehrere Inseln, darunter die Île Saint-Barnabé, die Îlet Carnuel, die Île du Bic und die Île Bicquette. Von einem schmalen Küstenstreifen ausgehend steigt das Gelände allmählich auf eine Höhe von fast 250 m an und bildet eine ausgedehnte, überwiegend bewaldete Hochebene mit zahlreichen Bächen und kleinen Seen. In Süd-Nord-Richtung erstreckt sich das tief eingeschnittene Tal des Rivière Rimouski. Dieser 113 km lange Fluss mündet beim Stadtzentrum von Rimouski in den Ästuar. Zur Stadt gehören auch mehrere Dörfer: Le Bic, Rimouski-Est und Pointe-au-Père liegen an der Küste, Sainte-Odile-sur-Rimouski im Tal des Rivière Rimouski, Sainte-Blandine und Mont-Lebel auf der Hochebene. An der westlichen Stadtgrenze, bei der Landspitze Cap à l’Orignal, erstreckt sich der Parc national du Bic.
Nachbargemeinden sind Saint-Fabien im Westen, Saint-Eugène-de-Ladrière im Südwesten, Saint-Valérien und Saint-Narcisse-de-Rimouski im Süden, Saint-Marcellin im Südosten, Saint-Anaclet-de-Lessard im Osten sowie Sainte-Luce im Nordwesten.

## Klima
Rimouski hat ein kaltgemäßigtes, vollfeuchtes Klima (Köppen-Klassifikation: Dfb), mit kalten und schneereichen Wintern und warmen Sommern. Die durchschnittliche jährliche Schneemenge beträgt 271,7 cm, die jährliche durchschnittliche Niederschlagsmenge 915 mm. Im Januar fällt die Durchschnittstemperatur auf −11,7 °C, im Juli steigt sie auf 18,2 °C. Kälteste je gemessene Temperatur ist −33,0 °C am 15. Januar 1984, der Wärmerekord beträgt 36,0 °C am 4. Juli 1983.

## Geschichte
Die ältesten Spuren menschlicher Besiedlung fallen in die paläoindianische Epoche. Steingeräte der Plano-Epoche vor rund 8000 Jahren kamen 1992 bei Ausgrabungen im Rahmen des Autobahnbaus in der Nähe von Sainte-Odile-sur-Rimouski zum Vorschein. Aus einer zweiten Periode vor rund 4000 bis 3000 Jahren, die als Maritime Archaic bezeichnet wird, stammen verschiedene Funde am Cap à l’Orignal. Ende August 1535 erkundete der französische Entdecker Jacques Cartier den Küstenabschnitt um Rimouski. Dabei beschrieb er unter anderem die Inseln Bic, Bicquette und Saint-Barnabé. Der erste Franzose, der genauere Erkundungen im Landesinneren vornahm, war der Jesuiten-Missionar Henri Nouvel, der im Dezember 1663 in Begleitung von Ureinwohnern dem Rivière Rimouski folgte.
Jacques-René de Brisay, der Gouverneur von Neufrankreich, übertrug am 24. April 1688 die Seigneurie Rimouski an Augustin Rouer de la Cardonnière. Der Name stammt aus der Sprache der Mi’kmaq und bedeutet „Land des Elchs“. Rouer ließ sich nie in dem ihm zugesprochenen Territorium nieder und nutzte es nur zum Fischen. Dies missfiel der Kolonialverwaltung, die auf Rodungen drängte, um Bauernfamilien ansiedeln zu können. Aus diesem Grund tauschte Rouer am 10. Juli 1694 seinen Besitz mit René Lepage de Sainte-Claire und erhielt von diesem im Gegenzug die Île d’Orléans. Lepage, der ursprünglich aus Ouanne im Burgund stammte, begab sich wohl noch im selben Jahr dorthin und begann ein Haus zu errichten. 1696 ließ er sich dort mit seiner Familie nieder.

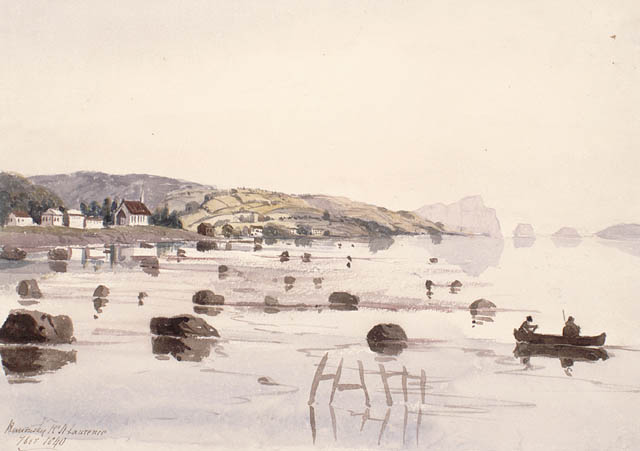
Mündung des Rivière Rimouski um 1840

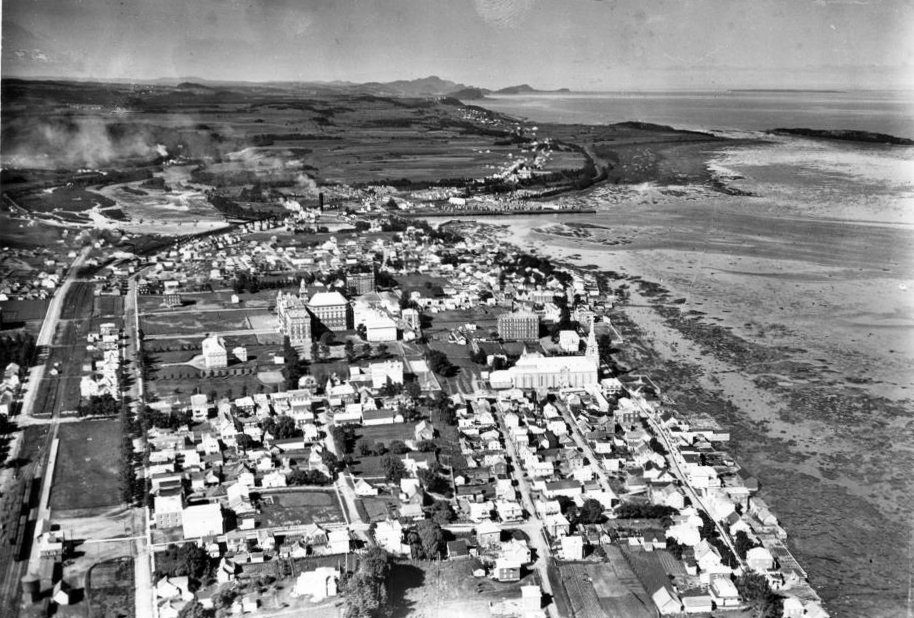
Luftansicht (1931)

1701 wurde die Pfarrei Saint-Germain-de-Rimouski gegründet. In den 1780er Jahren verpfändeten Lepages Nachkommen aufgrund einer finanziellen Notlage die Seigneurie nach und nach an Joseph Drapeau, einen Kaufmann aus der Stadt Québec. Als die Lepages ihre Schulden nicht zurückzahlen konnten, übernahm Drapeau 1790 den gesamten Besitz und wurde neuer Seigneur. Rimouski zählte damals 333 Einwohner, von denen die meisten in der Nähe des Flussufers lebten. Der Seigneur und die Einwohner forderten 1792 in einer Petition die Legislativversammlung von Niederkanada auf, die in Trois-Pistoles endende Straße nach Rimouski zu verlängern. Dieses Vorhaben konnte erst 1817 abgeschlossen werden. Um 1820 begann die Entwicklung Rimouskis zu einem Zentrum der Forstwirtschaft, wobei man den Rivière Rimouski zur Flößerei nutzte.
Ein Jahr nach der Aufhebung der Seigneurie erhielt Rimouski 1855 den Status einer Gemeinde, 1869 den Stadtstatus. Mit der Eröffnung einer Zweigstrecke der Intercolonial Railway im Jahr 1873 war Rimouski ans Eisenbahnnetz angeschlossen. Diese verbesserte Erreichbarkeit führte dazu, dass die Landwirte der Region sich auf die Milchproduktion zu spezialisieren begannen. Die Forstwirtschaft nahm weiter an Bedeutung zu; Bauholz, Zellstoff und andere Holzartikel wurden in die Vereinigten Staaten und nach Großbritannien exportiert. Um 1910 waren Rimouski und Umgebung für fast ein Siebtel der gesamten Holzproduktion der Provinz Québec verantwortlich.
Ab den 1950er Jahren ging die Holzwirtschaft stark zurück, einerseits wegen Übernutzung der Wälder, andererseits wegen sinkender Nachfrage. Am 6. Mai 1950 ereignete sich ein verheerender Großbrand, der als nuit rouge („rote Nacht“) in die Geschichte einging. Das Feuer brach im Holzlager des Sägewerks der Price Brothers Company aus, wurde aufgrund starker Winde schnell über den Rivière Rimouski getragen und zerstörte 230 Häuser (etwa ein Drittel aller Gebäude). Es gab zwar keine Todesopfer, doch über ein Viertel der Einwohner waren vorübergehend obdachlos. Die zerstörte Teil der Stadt wurde daraufhin nach modernen städtebaulichen Prinzipien wiederaufgebaut.
Rimouski, das offiziell bis 1920 nach der Pfarrei Saint-Germain-de-Rimouski benannt gewesen war, entwickelte sich ab den 1960er Jahren zum Zentrum von Verwaltung, Bildung und Dienstleistungen. 1967 wurden die westlichen Vororte Nazareth und Notre-Dame-du-Sacré-Cœur eingemeindet. Im Rahmen einer Verwaltungsreform folgten im Jahr 2002 weitere Eingemeindungen: Zur Stadt Rimouski stießen die Gemeinden Mont-Lebel, Pointe-au-Père, Rimouski-Est, Sainte-Blandine und Sainte-Odile-sur-Rimouski. 2009 wurde schließlich auch Le Bic eingemeindet.

## Sehenswürdigkeiten
In Rimouski gibt es eine historische Stätte, die als National Historic Site unter Schutz steht. Es handelt sich dabei um den Phare de Pointe-au-Père, den zweithöchsten Leuchtturm im Osten Kanadas. Trotz des verheerenden Großbrandes von 1950 sind einige historische Gebäude erhalten geblieben. Wahrzeichen der Stadt ist die 1859 fertiggestellte Kathedrale Saint-Germain, der Sitz des Erzbistums Rimouski. Hinzu kommen verschiedene Wohngebäude wie das Maison Lamontagne (1745), das Maison Letendre (1857), das Maison Perron (1745), das Maison Joseph-Gauvreau (1907) und das Maison Roy (1810).

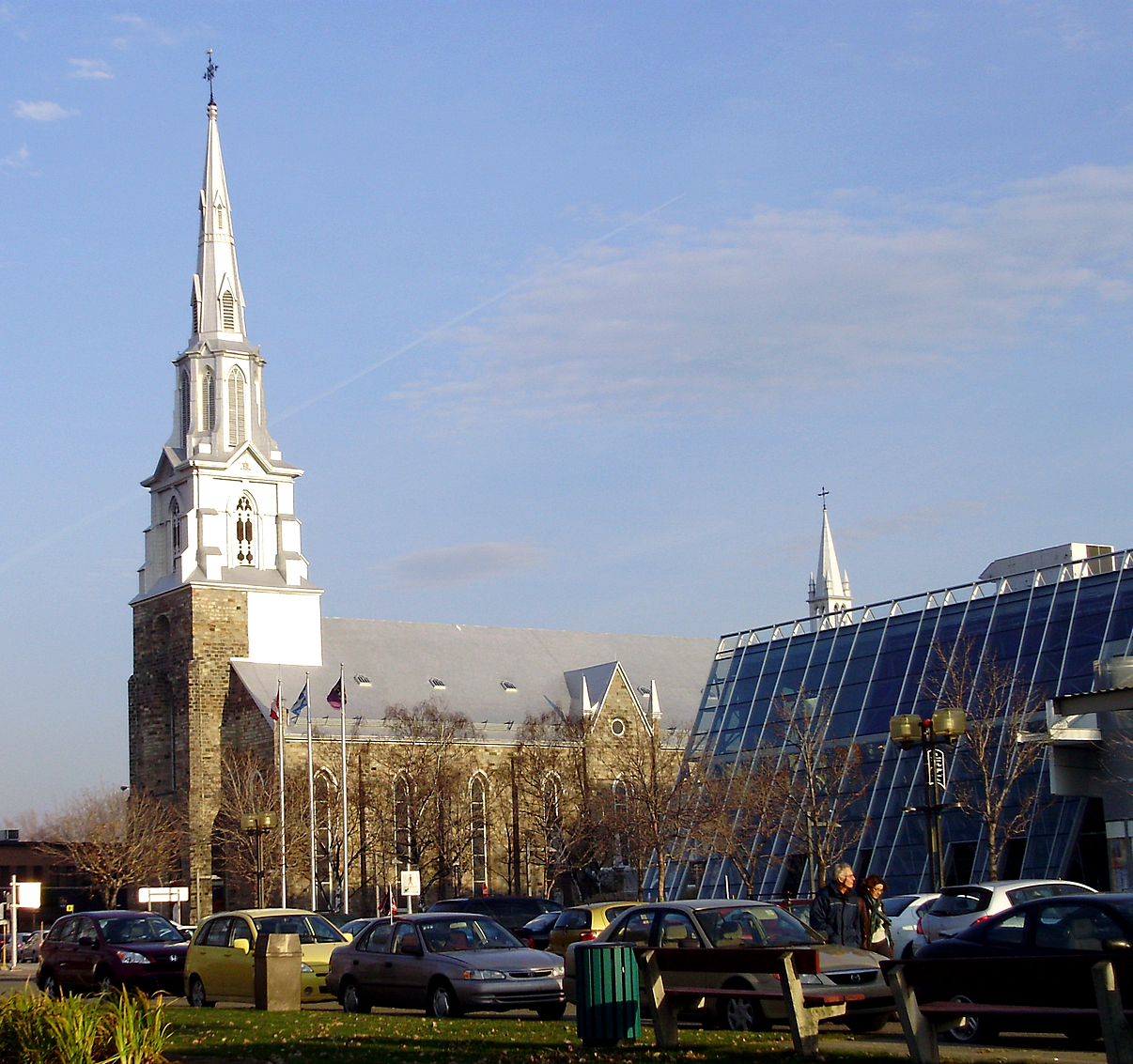
Kathedrale Saint-Germain
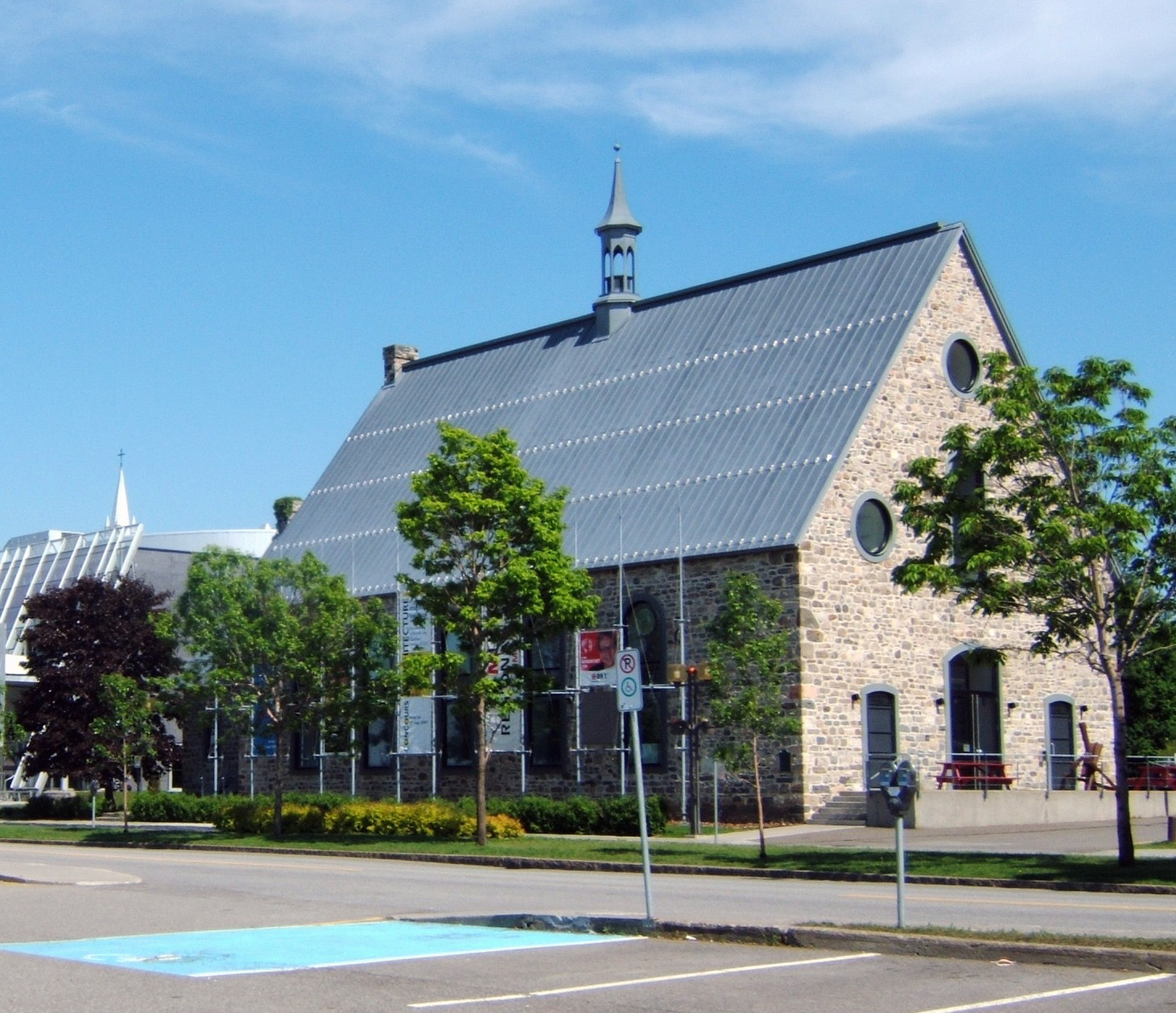
Musée régional de Rimouski
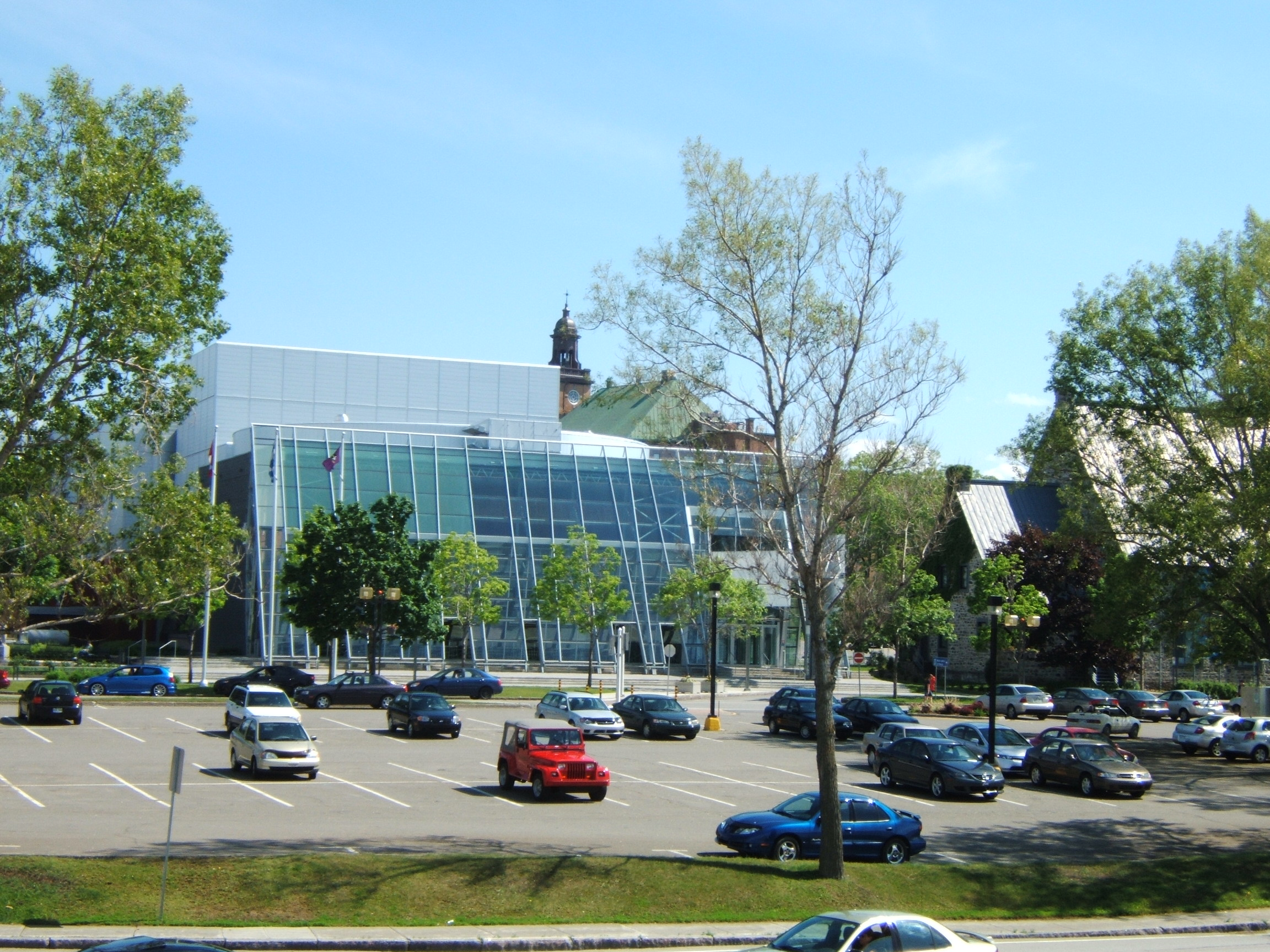
Der Saal Desjardins-Telus
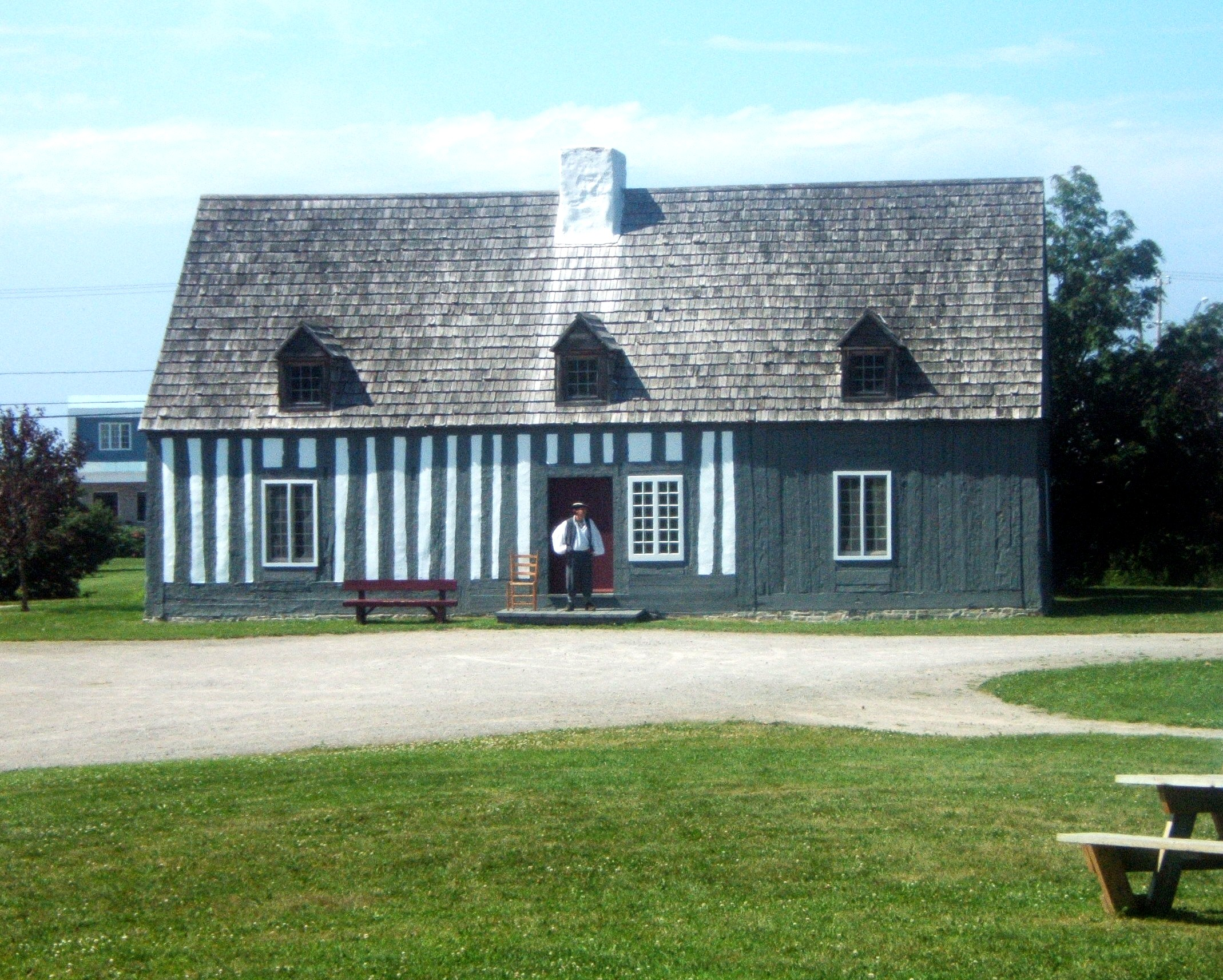
Maison Lamontagne
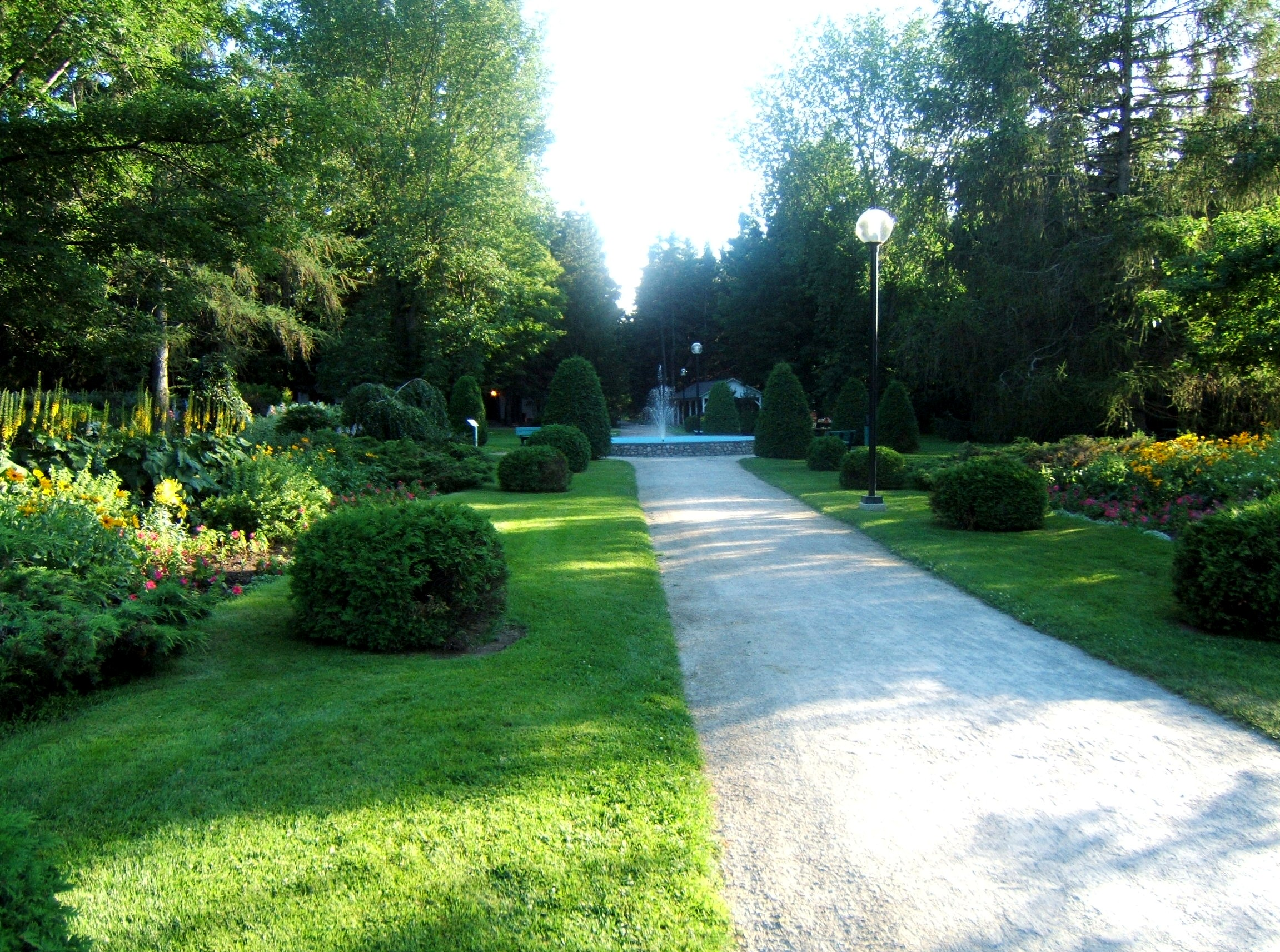
Parc Lepage
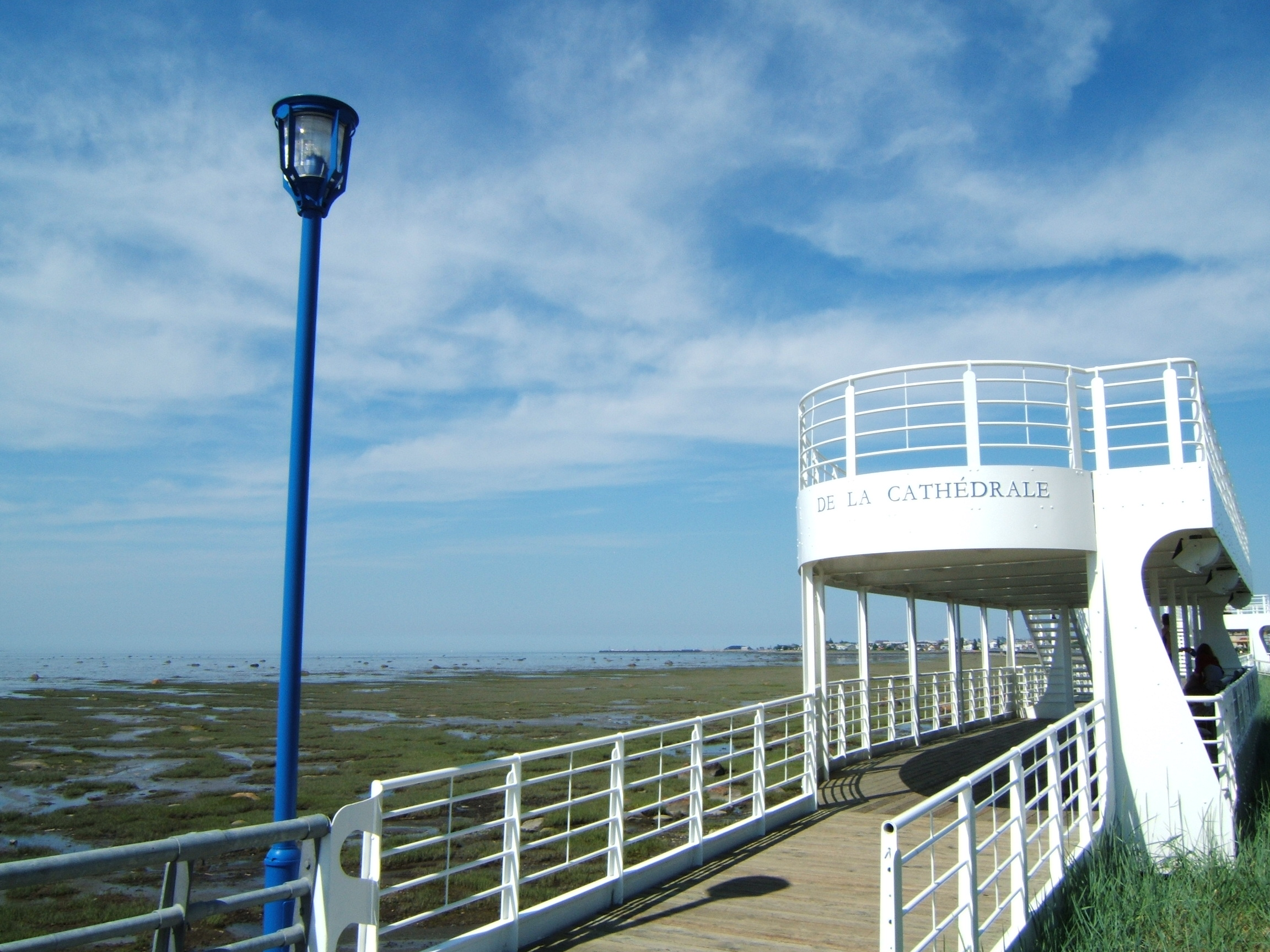
Seepromenade
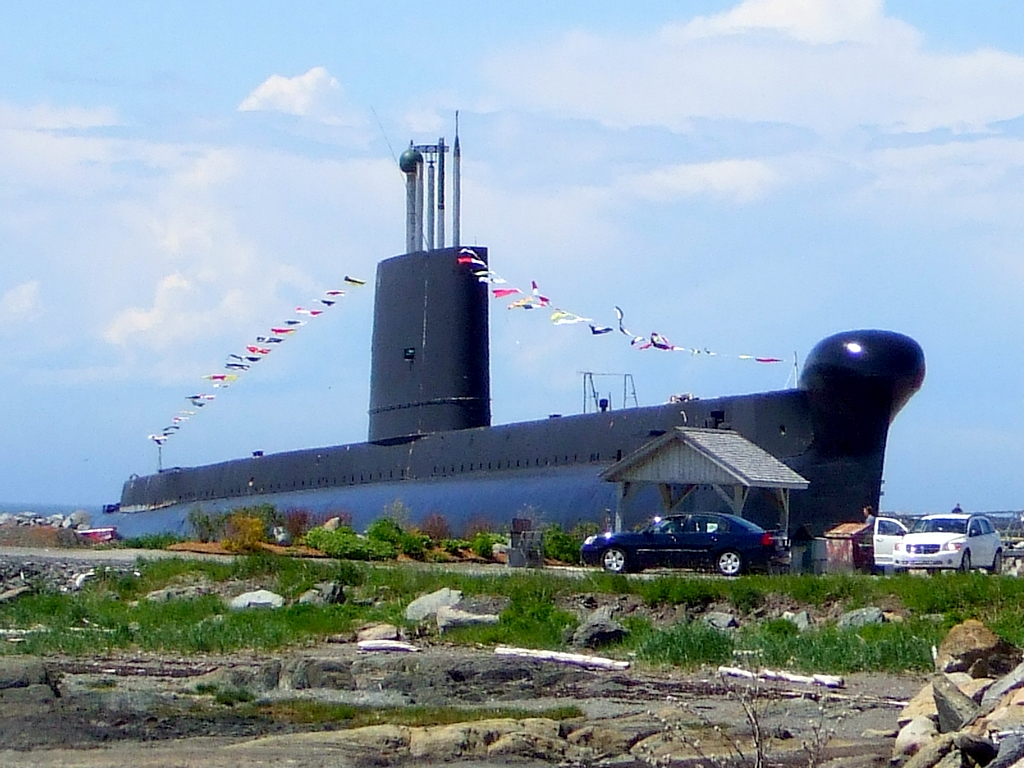
U-Boot Onondaga in Pointe-au-Père

## Bevölkerung
Gemäß der Volkszählung 2011 zählte Rimouski 46.860 Einwohner, was einer Bevölkerungsdichte von 137,9 Einw./km² entspricht. 98,2 % der Bevölkerung gaben Französisch als Hauptsprache an, der Anteil des Englischen betrug 0,6 %. Als zweisprachig (Französisch und Englisch) bezeichneten sich 0,3 %, auf andere Sprachen und Mehrfachantworten entfielen 0,9 %. Ausschließlich Französisch sprachen 76,5 %. Im Jahr 2001 waren 95,4 % der Bevölkerung römisch-katholisch, 0,6 % protestantisch und 3,5 % konfessionslos.

## Verkehr und Wirtschaft
Am südlichen Stadtrand von Rimouski verläuft ein Segment der Autoroute 20 zwischen Le Bic und Mont-Joli. Obwohl als Autobahn klassifiziert, ist diese Straße meist nur zweispurig (mit vereinzelten Überholspuren); sie dient in erster Linie als Ortsumgehung. Eine wichtige überregionale Hauptstraße ist die Route 132, welche die Provinzhauptstadt Québec mit der Gaspésie verbindet. Am Bahnhof von Rimouski halten VIA-Rail-Schnellzüge von Montreal nach Gaspé und Halifax. Rimouski besitzt einen Hafen; von dort aus besteht eine Fährverbindung über den Sankt-Lorenz-Strom nach Forestville in der Region Côte-Nord (kein Betrieb im Winter, wenn der Strom teilweise zugefroren ist). Außerdem ist der Hafen der Stadt Ausgangspunkt einer über mehrere Häfen bis Blanc-Sablon im Osten der Provinz Québec verlaufenden Fährverbindung, die von der Fracht- und Passagierfähre Bella Desgagnés bedienten wird. Drei Kilometer nordöstlich des Stadtzentrums befindet sich ein Regionalflughafen für die allgemeine Luftfahrt mit einer 1400 m langen Start- und Landebahn.
Die wichtigsten Industriezweige heutzutage sind Metallverarbeitung, Schreinereien und Lebensmittelherstellung, während die einst bedeutende Papierindustrie nicht mehr präsent ist. Den weitaus größten Anteil zum wirtschaftlichen Geschehen trägt der Dienstleistungssektor bei, insbesondere aufgrund der Rolle Rimouskis als Verwaltungs- und Bildungsschwerpunkt. Ebenfalls von Bedeutung ist der Tourismus.

## Bildung
Die Université du Québec à Rimouski ist eine zum Verbund der staatlichen Université du Québec gehörende Universität. Sie wurde 1969 gegründet, zählt rund 6.500 Studenten und besitzt eine Außenstelle in Lévis. Es gibt auch mehrere wichtige Bildungs- und Forschungszentren im maritimen Bereich: das Institut maritime du Québec (Berufsausbildung für Schiffsoffiziere, Schiffsmechaniker, Schiffbau, Berufstaucher), das Institut des sciences de la mer de Rimouski ISMER (ozeanografisches Forschungsinstitut der Universität) und im benachbarten Sainte-Flavie das Institut Maurice Lamontagne (ozeanografisches Forschungsinstitut mit Schwerpunkt Meeresbiologie).

## Kultur
Rimouski ist bekannt für regelmäßig stattfindende Kulturveranstaltungen. Dazu gehören das Festi Jazz international de Rimouski (internationales Jazzfestival), das Carrousel international du film de Rimouski (Filmfestival für Kinder- und Jugendfilme) und der Salon du livre de Rimouski (ältestes Literaturfestival in Québec). Das Musée de la mer (Meeresmuseum) in der Nähe des Leuchtturms von Pointe-au-Père befasst sich mit der kanadischen Seefahrtsgeschichte. Zu sehen sind dort unter anderem das einzige öffentlich zugängliche U-Boot des Landes (die HMCS Onondaga) und eine Ausstellung über den Untergang des transatlantischen Passagierschiffes Empress of Ireland. Das Musée régional de Rimouski befasst sich mit Geschichte, Wissenschaft und zeitgenössischer Kunst. Die Ausstellungen im Maison Lamontagne bringen die Lebensweise im 18. und 19. Jahrhundert näher.

## Sport

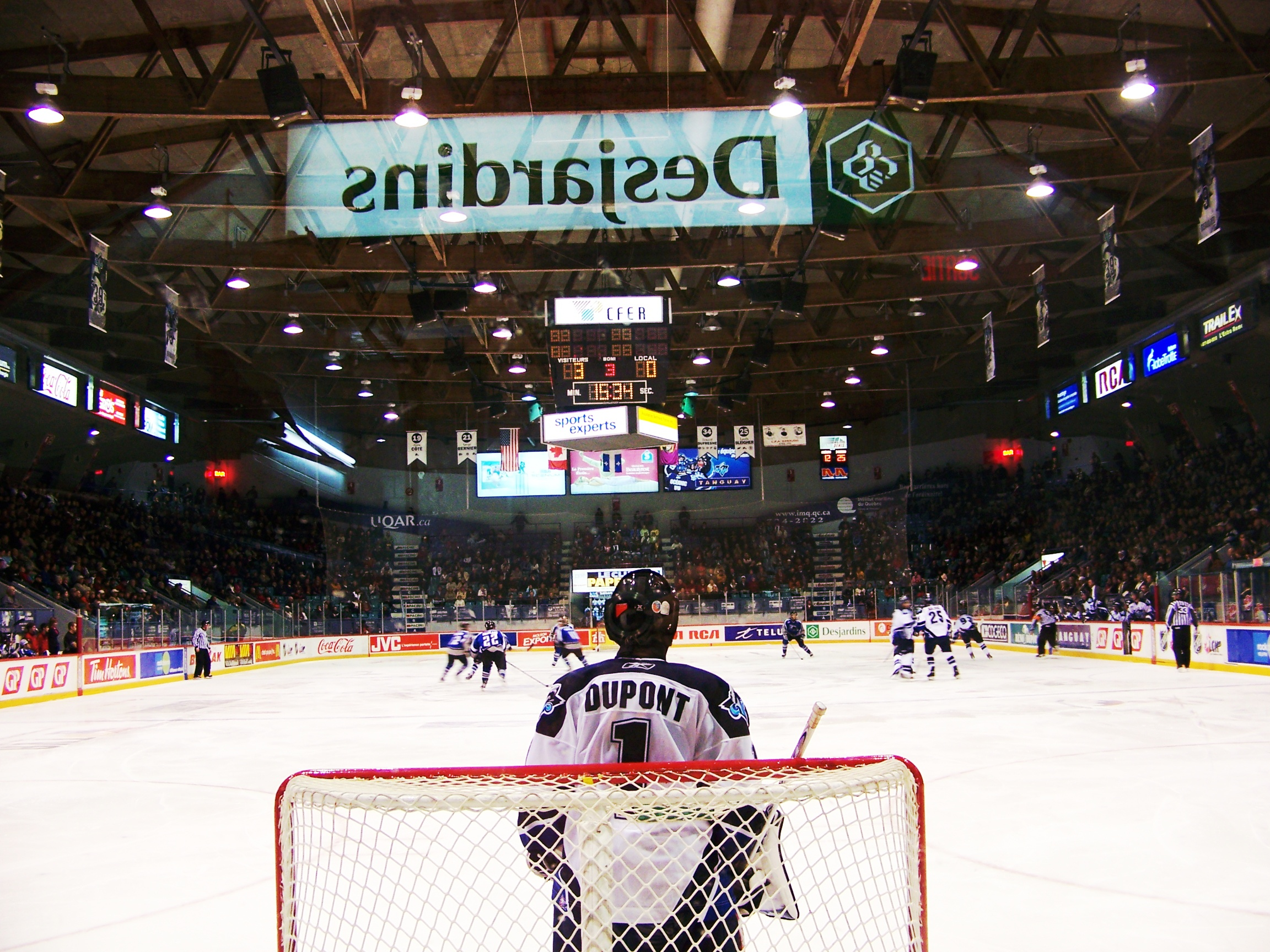
Colisée Rimouski

Bekannteste Sportmannschaft der Stadt ist das Eishockeyteam Océanic de Rimouski in der Ligue de hockey junior majeur du Québec; Vincent Lecavalier und Sidney Crosby spielten hier, bevor sie 1998 bzw. 2005 im NHL Entry Draft an erster Stelle ausgewählt wurden. Die Heimspiele werden im Colisée de Rimouski ausgetragen, das mehr als 5.000 Zuschauern Platz bietet. Diese Multifunktionshalle war Austragungsort des Memorial Cup 2009. Von 2006 bis 2014 wurde jährlich das ATP Challenger Rimouski veranstaltet, ein Tennisturnier der ATP Challenger Tour. Von überregionaler Bedeutung ist außerdem der seit 2002 ausgetragene Rimouski-Marathon.

## Söhne und Töchter der Stadt
- Eugène Fiset (1874–1951), Politiker
- Arthé Guimond (1931–2013), Erzbischof
- Jean-Yves Desjardins (1931–2011), Psychologe und klinischer Sexologe
- Monique Vézina (1935–2024), Politikerin
- André Laplante (* 1949), Pianist
- André Parent (1953–1989), Medizinhistoriker (* in Saint-Gabriel-de-Rimouski)
- Denis Grondin (* 1954), Weihbischof
- Pierre Harvey (* 1957), Skilangläufer und Radrennfahrer
- Bruno Langlois (* 1979), Radrennfahrer
- Jean-Philippe Roy (* 1979), Skirennläufer
- Gabriel Bourque (* 1990), Eishockeyspieler
- Maude Charron (* 1993), Gewichtheberin
- Jeffrey Viel (* 1997), Eishockeyspieler